# 七塊厝 (屏東縣)
七塊厝，是臺灣屏東縣南州鄉的一個傳統地域名稱，位於該鄉西北部。相較於今日行政區，其範圍大致包括七塊村不含西北中北側凸出部分及東北端、溪洲村西南端、溪南村西南端、萬華村西北部邊界地帶，以及東港鎮的下廍里北部東側較大凸出部分。
本地區境內主要聚落為七塊厝、番仔厝，設有慈惠醫護管理專科學校（部分）、南州國中（部分）。

## 歷史
台灣日治初期，七塊厝地區為一街庄，稱為「七塊厝庄」（舊制街庄），隸屬於港東中里。該庄昔日北隔東港溪支流溪州溪與過溪仔庄為界，東與溪洲庄為鄰，東南與車路墘庄為鄰，南邊為下廍庄，西邊為三西和庄。
1901年（日治明治三十四年）11月11日，全台廢縣廳改設二十廳，該庄隸屬於阿猴廳。1904年（明治三十七年）4月15日，該庄編入「溪洲區」，隸屬於阿猴廳。1905年（明治三十八年）4月1日，阿猴廳改稱「阿緱廳」。1909年（明治四十二年）10月25日，全台合併二十廳為十二廳，溪洲區仍隸屬於阿緱廳。1920年（大正九年）10月1日，全台地方制度大改正，廢十二廳改設五州二廳，該庄改制為「七塊厝」大字，隸屬於高雄州東港郡林邊庄（新制街庄）。
戰後林邊庄改制為林邊鄉，隸屬於高雄縣，大字亦改制為村。1950年（民國39年）10月1日，高、屏分治，林邊鄉改隸屬於屏東縣。1951年（民國40年）3月，林邊鄉拆分出溪州鄉，本地區改隸屬於溪州鄉。1956年（民國45年）7月1日，溪州鄉改名為南州鄉。
相較於今日行政區，本地區的範圍大致包括七塊村不含西北中北側凸出部分及東北端、溪洲村西南端、溪南村西南端、萬華村西北部邊界地帶，以及東港鎮的下廍里北部東側較大凸出部分。

## 聚落
本地區發展較早的聚落為七塊厝、番仔厝，在日治初期的官方地圖上已有記載。

## 交通
縣道187乙線是萬巒至海坪的道路，經過本地區的番仔厝聚落南郊。由該道路東北行（大方向，當地先向東行）可前往南州鄉南州市區、新埤鄉、潮州鎮、萬巒鄉等地；西南行（大方向，當地先向西行）可前往東港鎮西北部的內關帝地區，並止於海坪聚落的縣道187號路口。
鄉道屏69線是五魁寮至興和的道路，經過本地區西部邊界地帶北半段。
鄉道屏73線是圍仔內至萬華的道路，經過本地區的七塊厝聚落。
鄉道屏127線是三西和至下廍的道路，經過本地區西部邊界地帶南段。

## 學校
- 慈惠醫護管理專科學校（部分）
- 南州國中（部分）

## 公務機關
- 屏東縣政府消防局第三大隊南州消防分隊